# Kolhumadulu

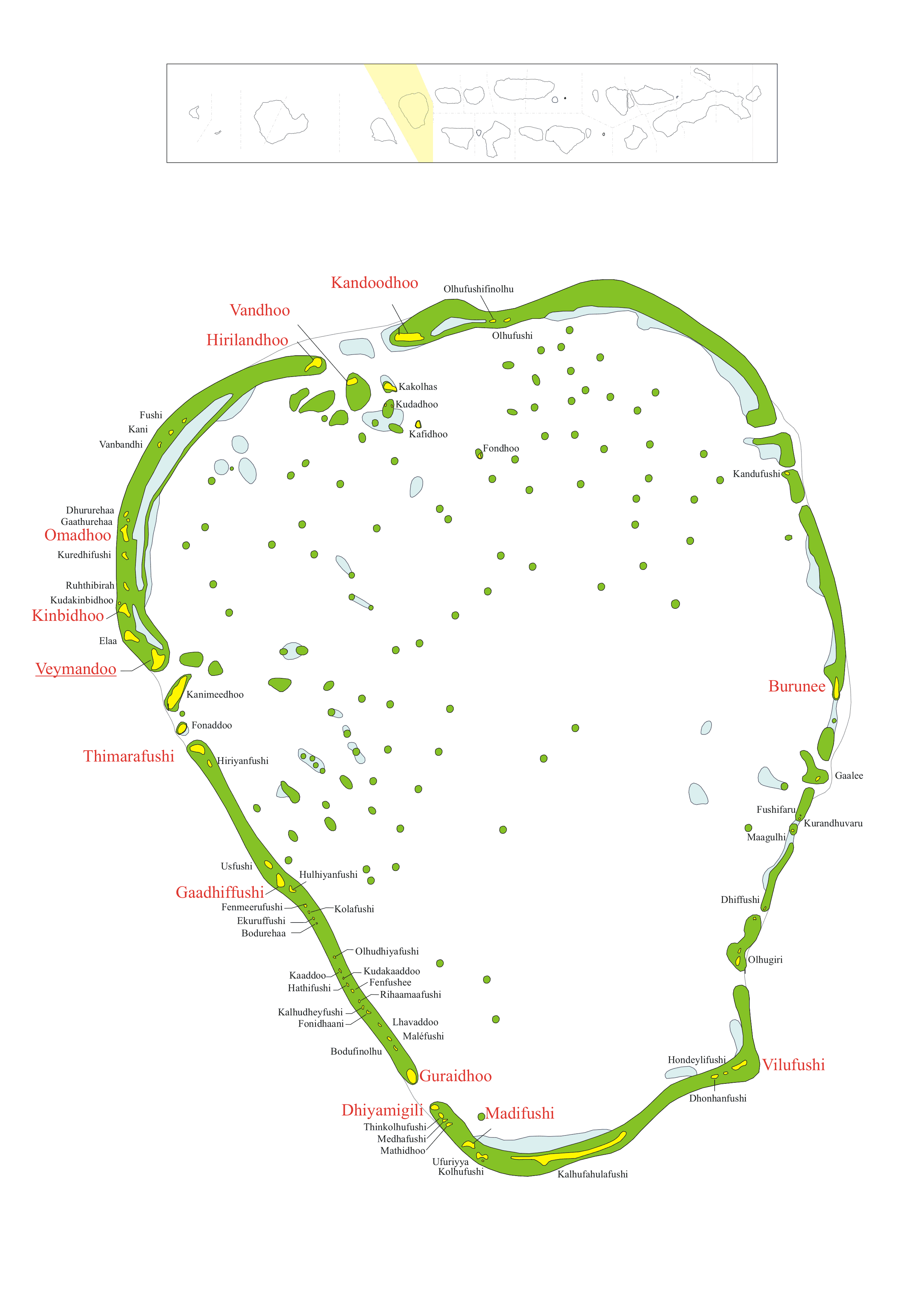
Atol Kolumadulu

Kolhumadulu je zeměpisný název atolu administrativně spadajícího pod atol Thaa na Maledivách. Jelikož administrativní atol Thaa se skládá pouze z jediného přírodního atolu, je atol Thaa a Kolhumadulu fakticky jen rozdílný název pro stejný atol.
Kolhumadulu je jedním z větších atolů, polohou v jižnější části Malediv, nachází se přibližně 16 km na jih od přírodního atolu Nilandhoo a 32 km severozápadně od přírodního atolu Hadhdhunmathee. Atol Hadhdhunmathee a Kolhumadulu odděluje průliv Velmandu.
Velikost atolu východozápadním směrem 52 km, severojižním 44 km. Na atolu je 44 ostrovů, přičemž žádný není větší než 1 km². Dohromady činí plocha všech ostrovů na atolu jen 8,9 km². Tvar atolu připomíná zdeformovaný kruh, který je z jihovýchodu zploštělý.
Vody kolem atolu jsou bohaté na ryby a na mnoha ostrovech jsou rybí farmy.